# San Juan del Monte, Mexiko
San Juan del Monte är en ort i Mexiko.   Den ligger i kommunen Taxco de Alarcón och delstaten Guerrero, i den södra delen av landet, 110 km sydväst om huvudstaden Mexico City. San Juan del Monte ligger 2 080 meter över havet och antalet invånare är 181.
Terrängen runt San Juan del Monte är kuperad. Runt San Juan del Monte är det ganska tätbefolkat, med 111 invånare per kvadratkilometer. Närmaste större samhälle är Taxco de Alarcón, 15,0 km öster om San Juan del Monte. I omgivningarna runt San Juan del Monte växer huvudsakligen savannskog.